# Association Sportive de Saint-Étienne Loire
L'Association Sportive de Saint-Étienne Loire, noto semplicemente come Saint-Étienne, spesso abbreviato in ASSE, è un club calcistico francese, con sede a Saint-Étienne. Milita in Ligue 2, la seconda divisione del campionato francese di calcio.
Fondato nel 1919, disputa gli incontri interni al Geoffroy Guichard, stadio appartenente alla città metropolitana di Saint-Étienne e già di proprietà dello stesso club fino al 1965. 
È, con 10 trionfi, la seconda compagine più vittoriosa nella storia della Ligue 1, alle spalle del solo Paris Saint-Germain. Considerando tutti i trofei nazionali, si trova al terzo posto per successi, dopo gli stessi parigini e Olympique Marsiglia: vanta infatti anche sei Coppe di Francia, una Coppa di Lega e cinque Supercoppe francesi.
In ambito internazionale la miglior affermazione è il raggiungimento della finale di Coppa dei Campioni 1975-76, persa a Glasgow contro il Bayern Monaco.
Nei suoi anni di maggior successo contribuì con importanti giocatori della propria rosa alla prima grande stagione di vittorie internazionali della Francia: vestirono infatti la maglia blu della selezione nazionale elementi come Gérard Janvion, Dominique Bathenay, Dominique Rocheteau e soprattutto Michel Platini.

## Storia

### Nascita del club

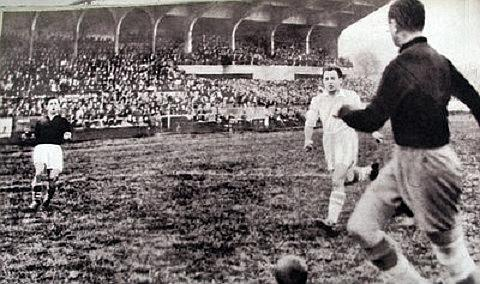
Una fase di gioco della partita ASSE-OM del campionato 1938-39.

Fondato all'interno di una regione industriale e operaia, il Saint-Étienne trova le sue origini tra i lavoratori. Nasce più precisamente come sezione sportiva chiamata "Amicale des employés de la Société des magasins Casino" un'organizzazione creata nel 1912 dal "Groupe Casino", con sede a Saint-Étienne per accompagnare la sua politica del corporativismo sportivo. Questa sezione adottò il colore verde della catena dei negozi alimentari.
Qualche mese dopo la nascita della FFFA, la squadra, chiamata AS Casino, aprì la sua sezione calcistica nel luglio del 1919. il 29 marzo 1920, su iniziativa di Albert Jacquet, segretario generale dell'azienda, l'AS Casino venne rinominata "Amical Sporting Club", al fine di rispettare il regolamento adottato dalla federazione che vietava l'utilizzo di marche nei nomi delle squadre. Il club era riservato agli imipiegati del Casino, il centro d'allenamento si trovava su un terreno di proprietà dell'azienda.
Sette anni più tardi, su iniziativa di Pierre Guichard, figlio del fondatore Geoffroy Guichard, divenuto presidente, L'Amical Sporting Club venne fusa con le "Stade Forézien universitaire" all'interno dell'Association Sportive Stéphanoise (ASS), conservando sempre il colore verde.
Nel 1930 la federazione francese divenne professionista. Fu dunque necessario per l'ASS uno stadio proprio. Il fondatore dell'azienda comprò un vasto terreno che poi cedette al club. Venne così costruito lo Stadio Geoffroy Guichard. Ma il club non poté iscriversi al campionato francese del 1932-1933 perché non ancora sportivamente e amministrativamente pronta al passaggio nel professionismo.

### Gli anni d'oro
Nel 1955 l'ASSE vinse il suo primo trofeo, la Coppa Charles Drago, mentre conquistò il suo primo titolo nazionale nel 1956-1957; partecipò di conseguenza per la prima volta alla Coppa dei Campioni, ma perse contro il Rangers nel turno preliminare.
Nel 1961 divenne presidente del club Roger Rocher. L'anno seguente la squadra vinse la Coppa di Francia, ma paradossalmente venne retrocessa in Division 2. Sconfisse poi il Vitória Setúbal nel primo turno di Coppa delle Coppe alla quale comunque partecipò, e tornò immediatamente nella massima divisione; vinse poi, da neopromossa, il secondo titolo nazionale della sua storia, quello del 1964.
La svolta arrivò nel 1967, quando la dirigenza ingaggiò come allenatore colui che aveva portato al successo lo Stade Reims, Albert Batteux. Militavano già in squadra il portiere Georges Carnus, il difensore Bernard Bosquier, i centrocampisti Robert Herbin e Aimé Jacquet, oltre agli attaccanti Hervé Revelli e Georges Bereta, ai quali si aggiunse l'allora sconosciuto Salif Keïta. Nei quattro anni successivi il Saint-Étienne vinse altrettanti campionati, ai quali si aggiunsero due Coppe di Francia (1967 e 1970) e tre Supercoppe nazionali; in Coppa dei Campioni, nell'edizione 1969-1970, sconfisse in rimonta l'esordiente Bayern Monaco di Sepp Maier, Franz Beckenbauer e Gerd Müller, mentre in quella successiva venne subito eliminato dal Cagliari di Gigi Riva.

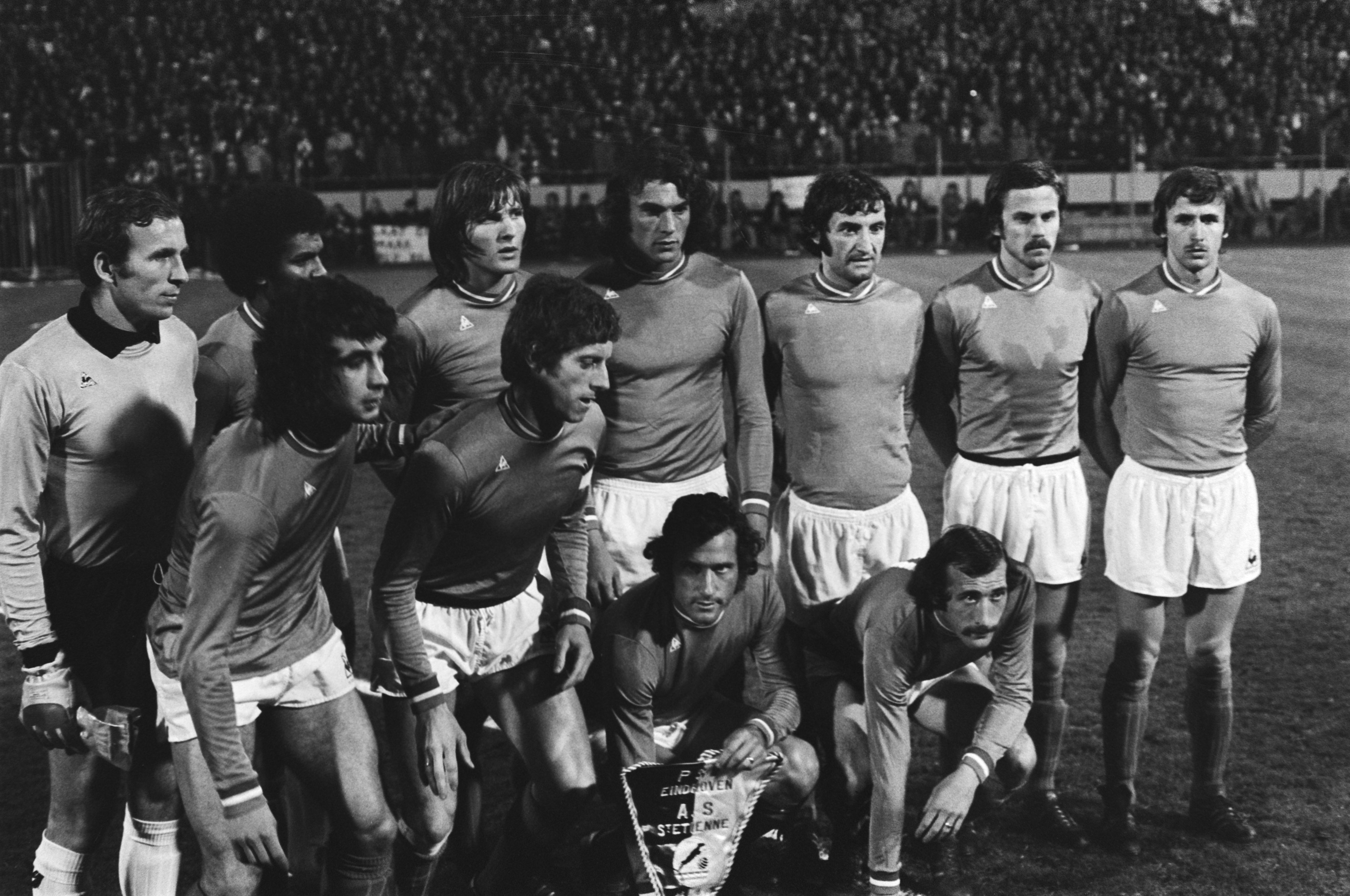
Il Saint-Étienne della stagione 1975-1976, finalista di Coppa dei Campioni, qui schierato prima della vittoriosa semifinale di ritorno contro il.

Questo primo periodo finì subito dopo, ma fu seguito da un altro: nel 1971 Carnus, Bosquier e Keita si trasferirono all'Olympique Marsiglia, e la panchina venne affidata a Herbin, che si è appena ritirato. In rosa c'erano già Gérard Farison, Jean-Michel Larqué, Dominique Bathenay, Christian Synaeghel e Christian Lopez, ai quali si aggiunsero Ivan Ćurković, Oswaldo Piazza e la giovane stella Dominique Rocheteau: la squadra vinse quindi due double, nel 1974 e nel 1975. Sicuramente da ricordare furono le due conseguenti partecipazione alla massima competizione continentale: nella prima i francesi eliminarono lo Sporting Lisbona di Héctor Yazalde, l'Hajduk Spalato (che vinse l'andata per 4-1 e fu sconfitto solo nei tempi supplementari) e il Ruch Chorzów; in semifinale fu però il Bayern Monaco ad avere la meglio. La seconda partecipazione iniziò invece con le doppie vittorie contro KB e Rangers, mentre nei quarti il passaggio contro la Dinamo Kiev di Oleh Blochin, vittoriosa per 2-0 all'andata, si concretizzò anche stavolta ai supplementari. Dopo aver sconfitto anche il PSV i francesi arrivarono alla finale di Glasgow, dove incontrarono nuovamente i tedeschi, che vinsero 1-0 e conquistarono il loro terzo trofeo consecutivo. L'ASSE vinse comunque il nono titolo, e continuò la striscia con la vittoria della Coppa di Francia 1976-1977.
Quest'epoca di successi si chiuse col decimo titolo nazionale, vinto nel 1980-1981, quando c'erano in rosa anche Johnny Rep ed il giovane Michel Platini.

### Il declino
Nel 1982 uno scandalo finanziario condusse il Saint-Étienne verso un inesorabile declino delle prestazioni. Il presidente Rocher fu costretto a lasciare il club, passando inoltre molti mesi in carcere. In seguito il Saint-Étienne incorse in molte stagioni segnate da risultati oscillanti tra la metà della Division 1 e la Division 2. Nonostante le prestazioni della squadra fossero di gran lunga inferiori rispetto a quelle del passato, l'ASSE beneficiò sempre del supporto incondizionato dei propri tifosi.
Il club iniziò il nuovo millennio con un inatteso sesto posto nel 1999-2000. I tifosi sperarono in un ritorno alle glorie del passato, grazie soprattutto ai centravanti brasiliani Alex e Aloisio, ma nel 2001 i due sudamericani e il portiere ucraino Levyc'kyj furono sospesi per quattro mesi per aver usato passaporti falsi. Alla fine dello scandalo, al quale furono collegati anche alcuni dirigenti, furono sottratti sette punti in campionato ai bianco-verdi, fatto che causò la retrocessione nella divisione inferiore.
La squadra vinse la Ligue 2 nel 2004, mentre l'anno seguente i bianco-verdi riuscirono a qualificarsi per la Coppa Intertoto grazie al sesto posto: dopo aver battuto il Neuchâtel Xamax i francesi non riuscirono però a superare il terzo turno in seguito alla sconfitta col CFR Cluj.
I francesi tornarono in una competizione europea maggiore dopo 26 anni, in seguito al quinto posto conseguito nel campionato 2007-2008: questo generò una grande soddisfazione nei tifosi bianco-verdi, ma il club venne eliminato negli ottavi della Coppa UEFA 2008-2009 dal Werder Brema poi finalista. Intanto però in campionato finirono al diciassettesimo posto, a soli tre punti dalla retrocessione, come nell'anno successivo. I tifosi, che vinsero le due prime edizioni del "Campionato francese delle tribune" (nel 2008 e nel 2009), premio che ricompensa i tifosi considerati i migliori dalla stampa, si spazientirono.
Dopo un “digiuno” durato 32 anni, il Saint-Étienne è tornato a vincere un trofeo, la Coppa di Lega, battendo in finale il Rennes per 1-0 con la rete del brasiliano Brandão. Grazie a questo successo i bianco-verdi si sono guadagnati anche l'accesso ai preliminari di Europa League, dalla quale esce alla fase a gironi nell'edizione successiva, dopo essere stato inserito in un gruppo vinto dall'Inter. Quinto posto nel 2014-2015 e nuova partecipazione l'anno seguente: i francesi arrivano secondi in un gruppo vinto dalla Lazio, e vengono poi battuti nei sedicesimi dal Basilea. Infine, dopo due stagioni terminate a metà classifica, arriva il quarto posto nella Ligue 1 2018-2019.
Il 29 maggio 2022, perdendo lo spareggio salvezza/promozione contro l'Auxerre ai calci di rigore, i verdi retrocedono in Ligue 2 dopo 18 anni.
Due anni dopo il club ritorna in Ligue 1 dopo aver vinto lo spareggio salvezza-promozione con il Metz e viene acquistato dai canadesi di Kilmer Sports.

## Colori e simboli

### Simboli

#### Stemmi

Stemma utilizzato dal 1933 al 1940
Stemma utilizzato dal 1940 al 1960
Stemma utilizzato dal 1960 al 1970.
Stemma utilizzato dal 1978 al 1980.
Stemma utilizzato dal 1981 al 1988.
Stemma usato dal 1993 al 2000.
Stemma usato dal 2000 al 2022.
Stemma in uso dal 2022.

## Strutture

### Stadio
Il Saint-Étienne gioca le partite casalinghe nello Stadio Geoffroy Guichard, inaugurato nel 1931 e attualmente capace di contenere 41.965 spettatori. È stato utilizzato anche nel Campionato europeo di calcio 1984, nei Mondiali di calcio del '98, nella Confederations Cup 2003 e nel Campionato europeo di calcio 2016 che si sono disputati in Francia.

## Allenatori
Di seguito è riportata la lista degli allenatori che si sono succeduti alla guida del Saint-Étienne.
- 1942-1950  Ignace Tax
- 1950-1959  Jean Snella
- 1959-1961  René Vernier
- 1960-1961  François Wicart
- 1961-1962  Henri Guérin
- 1962-1963  François Wicart
- 1963-1967  Jean Snella
- 1967-1972  Albert Batteux
- 1972-1982  Robert Herbin (1 lug.-28 feb.)
 Guy Briet (1 gen.- 30 giu.)
- 1983-1984  Robert Philippe
- 1984-1987  Henryk Kasperczak
- 1987-1990  Robert Herbin
- 1990-1992  Christian Sarramagna
- 1992-1994  Jacques Santini
- 1994-1996  Élie Baup
- 1995-1996  Dominique Bathenay
- 1996-1997  Pierre Mankowski
- 1997-1998  Pierre Repellini
- 1998-2000  Robert Nouzaret
- 2000-2001  John Toshack (1 lug.-31 dic.)
 Jean-Guy Wallemme,  Rudi Garcia (5 gen.- 30 giu.)
- 2001-2002  Alain Michel (1 lug.-31 dic.)
 Frédéric Antonetti (16 ott.- 30 giu.)
- 2002-2004  Frédéric Antonetti
- 2004-2006  Élie Baup
- 2006-2007  Ivan Hašek
- 2007-2008  Laurent Roussey (1 lug.-11 nov.)
 Alain Perrin (12 nov.- 30 giu.)
- 2008-2009  Alain Perrin
- 2009-2010  Alain Perrin (1 lug.- 15 dic.)
 Christophe Galtier (15 dic.- 30 giu.)
- 2010-2017  Christophe Galtier
- 2017-2018  Óscar (1 lug.- 15 dic.)
 Julien Sablé (16 nov.- 19 dic.)
 Jean-Louis Gasset (20 dic.- 30 giu.)
- 2018-2019  Jean-Louis Gasset
- 2019-2020  Ghislain Printant (1 lug.- 4 ott.)
 Claude Puel (4 ott.- 30 giu.)
- 2020-2021  Claude Puel
- 2021-2022  Claude Puel (1 lug. - 6 dic.)
 Julien Sablé (6 dic. - 14 dic.)
 Pascal Dupraz (14 dic. - 30 giu.)
- 2022-2023  Laurent Batlles
- 2023-2024  Laurent Batlles (1 lug. - 12 dic.)
 Olivier Dall'Oglio (12 dic. - in corso)

## Palmarès

### Competizioni nazionali
- Campionato francese: 10

1956-1957, 1963-1964, 1966-1967, 1967-1968, 1968-1969, 1969-1970, 1973-1974, 1974-1975, 1975-1976, 1980-1981
- Coppa di Francia: 6

1961-1962, 1967-1968, 1969-1970, 1973-1974, 1974-1975, 1976-1977
- Coppa di Lega francese: 1

2012-2013
- Supercoppa francese: 5

1957, 1962, 1967, 1968, 1969
- Campionato francese di seconda divisione: 3

1962-1963, 1998-1999, 2003-2004
- Coppa Charles Drago: 2

1954-1955, 1957-1958
- Championnat de France amateur: 4

1955-1956, 1958-1959, 1976-1977, 1979-1980

### Competizioni regionali
- Campionato dipartimentale Rhône-Alpes: 4

1951-1952, 1963-1964, 1968-1969, 1979-1980
- Championnat de France des tribunes: 3

2007, 2008, 2009

### Competizioni internazionali
- Coppa Intertoto: 1

1972

### Competizioni giovanili
- Coppa Gambardella: 4

1963, 1970, 1998, 2019
- Championnat National U19: 1

1996-1997
- Championnat National U17: 1

2012-2013

### Altri piazzamenti
- Campionato francese:

Secondo posto: 1945-1946, 1970-1971, 1981-1982
Terzo posto: 1978-1979, 1979-1980
- Coppa di Francia:

Finalista: 1959-1960, 1980-1981, 1981-1982, 2019-2020
Semifinalista: 1950-1951, 1952-1953, 1964-1965
- Coppa di Lega francese:

Semifinalista: 1963-1964, 2003-2004, 2004-2005
- Supercoppa francese:

Finalista: 1970
- Campionato francese di seconda divisione:

Secondo posto: 1937-1938, 1985-1986
Terzo posto: 1935-1936, 1936-1937, 2023-2024
- Coppa dei Campioni:

Finalista: 1975-1976
Semifinalista: 1974-1975

## Statistiche e record

### Partecipazione ai campionati e ai tornei internazionali

#### Campionati nazionali
Dalla stagione 1933-1934 alla 2025-2026 il club ha ottenuto le seguenti partecipazioni ai campionati nazionali:
| Livello | Categoria            | Partecipazioni | Debutto   | Ultima stagione | Totale |
| ------- | -------------------- | -------------- | --------- | --------------- | ------ |
| 1º      | Division 1 / Ligue 1 | 71             | 1938-1939 | 2024-2025       | 71     |
| 2º      | Division 2 / Ligue 2 | 17             | 1933-1934 | 2025-2026       | 17     |

#### Tornei internazionali
Alla stagione 2018-2019 il club ha ottenuto le seguenti partecipazioni ai tornei internazionali:
| Categoria                                | Partecipazioni | Debutto   | Ultima stagione |
| ---------------------------------------- | -------------- | --------- | --------------- |
| Coppa dei Campioni/UEFA Champions League | 10             | 1957-1958 | 1981-1982       |
| Coppa delle Coppe                        | 2              | 1962-1963 | 1977-1978       |
| Coppa UEFA/UEFA Europa League            | 9              | 1971-1972 | 2019-2020       |
| Coppa Intertoto UEFA                     | 1              | 2005      | 2005            |

### Statistiche individuali
Il giocatore con più presenze nelle competizioni europee è Christian Lopez a quota 43, mentre il miglior marcatore è Johnny Rep con 12 gol.

### Statistiche di squadra
A livello internazionale la miglior vittoria è per 7-0, ottenuto in due occasioni, in entrambe le gare del primo turno della Coppa UEFA 1980-1981 disputate contro il KuPS; la peggior sconfitta è invece un 4-0, subito anche stavolta in due occasioni: contro il Bohemians ČKD Praga nel secondo turno della Coppa UEFA 1982-1983 e contro il Celtic nel primo turno della Coppa dei Campioni 1968-1969.

## Tifoseria

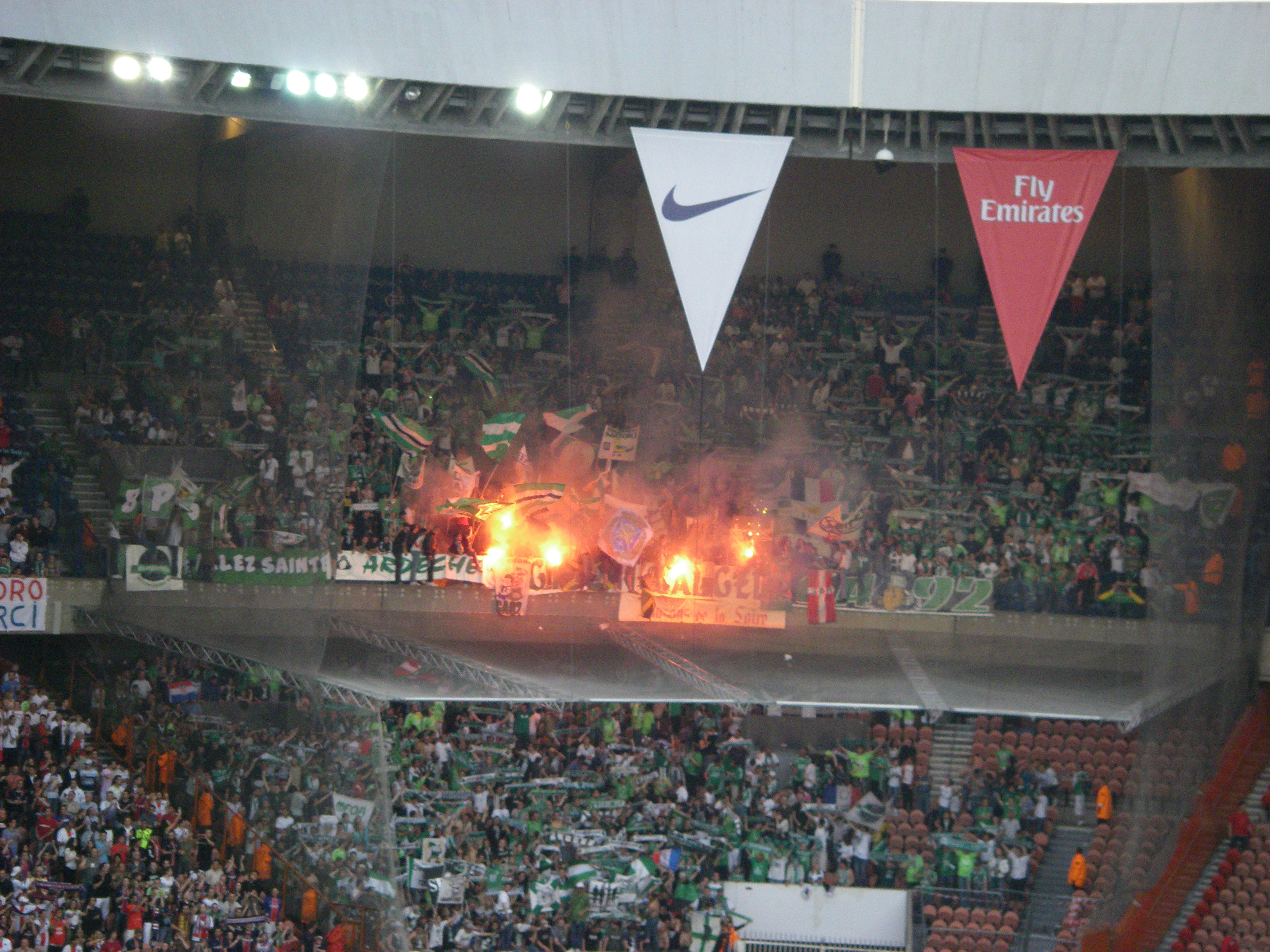
La tifoseria dell'ASSE in trasferta a Parigi nel 2008

I tifosi del Saint-Étienne (Magic Fans 1991) sono gemellati con quelli del Cesena e del Brescia (Brescia 1911). Inoltre, i tifosi verdi sono spesso considerati tra i più numerosi di Francia. La rivalità più sentita è invece quella con l'Olympique Lione, che dà vita al Derby del Rodano: le città di Saint-Étienne e di Lione distano solo 60 km e si trovano nella stessa regione. Storicamente esistono rivalità anche con l'Olympique Marsiglia e col Nantes.
I Magic Fans 1991 occupano il Kop Nord, i Green Angels 1992 il Kop Sud.

## Organico

### Rosa 2025-2026
Aggiornato al 31 luglio 2025.
| N. |                          | Ruolo | Calciatore          |
| -- | ------------------------ | ----- | ------------------- |
| 1  | Francia (bandiera)       | P     | Brice Maubleu       |
| 3  | Francia (bandiera)       | D     | Mickaël Nadé        |
| 4  | Francia (bandiera)       | D     | Pierre Ekwah        |
| 5  | Marocco (bandiera)       | D     | Yunis Abdelhamid    |
| 6  | Marocco (bandiera)       | C     | Benjamin Bouchouari |
| 7  | Francia (bandiera)       | A     | Irvin Cardona       |
| 8  | Francia (bandiera)       | D     | Dennis Appiah       |
| 9  | Mali (bandiera)          | A     | Ibrahim Sissoko     |
| 10 | Francia (bandiera)       | C     | Florian Tardieu     |
| 11 | Nuova Zelanda (bandiera) | C     | Ben Old             |
| 13 | Francia (bandiera)       | D     | Maxime Bernauer     |
| 14 | Francia (bandiera)       | C     | Louis Mouton        |
| 16 | Senegal (bandiera)       | P     | Boubacar Fall       |
| 17 | Francia (bandiera)       | D     | Pierre Cornud       |
| 18 | Francia (bandiera)       | C     | Mathieu Cafaro      |
| 20 | Francia (bandiera)       | A     | Augustine Boakye    |

| N. |                         | Ruolo | Calciatore          |
| -- | ----------------------- | ----- | ------------------- |
| 21 | RD del Congo (bandiera) | D     | Dylan Batubinsika   |
| 22 | Georgia (bandiera)      | C     | Zuriko Davitashvili |
| 23 | Francia (bandiera)      | D     | Anthony Briançon    |
| 25 | Senegal (bandiera)      | A     | Ibrahima Wadji      |
| 26 | Francia (bandiera)      | C     | Lamine Fomba        |
| 27 | Francia (bandiera)      | D     | Yvann Maçon         |
| 28 | Serbia (bandiera)       | C     | Igor Miladinović    |
| 29 | Francia (bandiera)      | C     | Aïmen Moueffek      |
| 30 | Francia (bandiera)      | P     | Gautier Larsonneur  |
| 31 | Senegal (bandiera)      | C     | Cheikh Fall         |
| 32 | Belgio (bandiera)       | A     | Lucas Stassin       |
| 34 | Francia (bandiera)      | C     | Antoine Gauthier    |
| 35 | Francia (bandiera)      | D     | Marwann Nzuzi       |
| 40 | Francia (bandiera)      | P     | Issiaka Touré       |
| 45 | Francia (bandiera)      | D     | Kévin Pedro         |
| 63 | Francia (bandiera)      | A     | Djylian N'Guessan   |

### Staff tecnico
- Eirik Horneland - Allenatore
- Grégory Peres - Allenatore in seconda
- Jean-François Bédénik - Preparatore dei portieri
- Romain Brottes - Match Analyst
- Sonny Vitulli - Match Analyst
- Thierry Cotte - Preparatore atletico
- Philippe Djo Petitjean - Preparatore atletico
- Sébastien Sangnier - Preparatore atletico
- Tarak Bouzaabia - Medico sociale
- Thomas Bernier - Fisoterapista
- Pierre-Luc Guichard - Fisoterapista
- Hubert Largeron - Fisoterapista
- Mathieu Rachet - Fisoterapista
- Laurent Bensadi - Massaggiatore
- Frédéric Emile - Team Manager
- Fabrice Di Natale - Amministratore
- Mehdi Boussaïd - Nutrizionista